# Italiensk klockgroda
Italiensk klockgroda (Bombina pachypus) är en art i familjen Bombinatoridae som tillhör ordningen stjärtlösa groddjur.

## Utseende
Den italienska klockgrodan är en paddliknande groda med ryggen tätt besatt med vårtor. Pupillen är triangelformad. Ryggen har en mörkt gulbrun till mörkgråaktig färg och undersidan är svart med gula fläckar. Längden är mellan 3 och 5,5 cm.

## Taxonomi
Tidigare räknades arten till gulbukig klockgroda (Bombina variegata), men efter genetiska studier har man börjat betrakta den som en självständig art. Vissa forskare håller dock fast vid den tidigare klassificeringen.

## Vanor
Den italienska klockgrodan finns i och nära välbelysta vattensamlingar i både skog och på öppen mark på höjder mellan 20 och 1 700 m. Grodan är dagaktiv, men är inaktiv under vintern, från november till mars. Som alla klockgrodor har den en giftig hudavsöndring som skydd mot fiender. Den maximala livslängden beräknas till 16 år.

### Fortplantning
Parningssäsongen startar i maj, just efter vinterdvalan, och håller på till september. Lek och larvutveckling sker i vatten, speciellt temporära vattensamlingar. Alla individer leker inte samtidigt; lektiden för en enskild groda varar alltså inte oavbrutet i fem månader. Vidare förekommer det att de enskilda individerna leker flera gånger under lekperioden. Några säkra data rörande hur ofta detta sker finns emellertid inte. Vid varje parningstillfälle lägger honan upp till ett par tiotal ägg. Könsmognad uppnås under det tredje levnadsåret.

## Utbredning
Grodan finns i Italien söder om Podalen.

## Status
Den italienska klockgrodan är klassificerad som starkt hotad ("EN", underklassificering "A2ce"), och minskar snabbt. Både utdikning av de våtmarker där den lever, och det faktum att många lokala populationer har blivit så små att det lilla individantalet i sig är ett hot mot förökningen tros spela in. Arten har även drabbats svårt av svampsjukdomen chytridiomycos.